# Tỉnh lỵ (Việt Nam)
Tỉnh lỵ là trung tâm hành chính của một tỉnh ở Việt Nam, tức là nơi các cơ quan hành chính nhà nước của tỉnh đó đóng trụ sở. Thông thường tỉnh lỵ là các phường.
Trước khi bãi bỏ cấp huyện, mỗi tỉnh sẽ chọn tỉnh lỵ (trung tâm hành chính tỉnh) là một thị xã hoặc thành phố trực thuộc tỉnh đó, nhưng không nhất thiết là thị xã hay thành phố lớn nhất. Đối với các thành phố trực thuộc trung ương, cơ quan hành chính của nó cũng thường đặt trụ sở tại một quận (hoặc một vài quận) trực thuộc. Quận này được coi là quận trung tâm của thành phố trên thực tế, nhưng không hề có khái niệm công nhận chính thức nó là "quận trung tâm" hoặc "thành phố lỵ".

## Danh sách tỉnh lỵ
| Vùng                    | Phường              | Tỉnh        |
| ----------------------- | ------------------- | ----------- |
| Tây Bắc Bộ              | Tân Phong           | Lai Châu    |
| Tây Bắc Bộ              | Yên Bái             | Lào Cai     |
| Tây Bắc Bộ              | Điện Biên Phủ       | Điện Biên   |
| Tây Bắc Bộ              | Chiềng Cơi          | Sơn La      |
| Đông Bắc Bộ             | Thục Phán           | Cao Bằng    |
| Đông Bắc Bộ             | Minh Xuân           | Tuyên Quang |
| Đông Bắc Bộ             | Phan Đình Phùng     | Thái Nguyên |
| Đông Bắc Bộ             | Lương Văn Tri       | Lạng Sơn    |
| Đông Bắc Bộ             | Việt Trì            | Phú Thọ     |
| Đông Bắc Bộ             | Hạ Long             | Quảng Ninh  |
| Đồng bằng sông Hồng     | Bắc Giang           | Bắc Ninh    |
| Đồng bằng sông Hồng     | Phố Hiến            | Hưng Yên    |
| Đồng bằng sông Hồng     | Hoa Lư              | Ninh Bình   |
| Bắc Trung Bộ            | Hạc Thành           | Thanh Hóa   |
| Bắc Trung Bộ            | Trường Vinh         | Nghệ An     |
| Bắc Trung Bộ            | Thành Sen           | Hà Tĩnh     |
| Bắc Trung Bộ            | Đồng Hới            | Quảng Trị   |
| Nam Trung Bộ            | Cẩm Thành           | Quảng Ngãi  |
| Nam Trung Bộ            | Quy Nhơn            | Gia Lai     |
| Nam Trung Bộ            | Buôn Ma Thuột       | Đắk Lắk     |
| Nam Trung Bộ            | Nha Trang           | Khánh Hòa   |
| Nam Trung Bộ            | Xuân Hương – Đà Lạt | Lâm Đồng    |
| Đông Nam Bộ             | Long An             | Tây Ninh    |
| Đông Nam Bộ             | Trấn Biên           | Đồng Nai    |
| Đồng bằng sông Cửu Long | Rạch Giá            | An Giang    |
| Đồng bằng sông Cửu Long | Mỹ Tho              | Đồng Tháp   |
| Đồng bằng sông Cửu Long | Long Châu           | Vĩnh Long   |
| Đồng bằng sông Cửu Long | Tân Thành           | Cà Mau      |

## Danh sách phường trung tâm hành chính của thành phố
| Phường    | Thành phố             |
| --------- | --------------------- |
| Ninh Kiều | Cần Thơ               |
| Hải Châu  | Đà Nẵng               |
| Hoàn Kiếm | Hà Nội                |
| Hồng Bàng | Hải Phòng             |
| Sài Gòn   | Thành phố Hồ Chí Minh |
| Thuận Hóa | Huế                   |

## Tỉnh và thành phố có trung tâm hành chính không phải phường đông dân nhất
| Tỉnh, thành phố       | Trung tâm hành chính | Dân số  | Phường đông dân nhất | Dân số  | Tỉ lệ |
| --------------------- | -------------------- | ------- | -------------------- | ------- | ----- |
| Hà Nội                | Hoàn Kiếm            | 105.301 | Hà Đông              | 185.205 | 1,76  |
| Quảng Ninh            | Hạ Long              | 52.905  | Mạo Khê              | 72.012  | 1,36  |
| Hải Phòng             | Hồng Bàng            | 113.200 | Lê Chân              | 161.051 | 1,42  |
| Hưng Yên              | Phố Hiến             | 68.982  | Trần Lãm             | 92.136  | 1,34  |
| Ninh Bình             | Hoa Lư               | 148.406 | Nam Định             | 188.751 | 1,27  |
| Lào Cai               | Yên Bái              | 70.391  | Lào Cai              | 76.981  | 1,09  |
| Lạng Sơn              | Lương Văn Tri        | 23.136  | Đông Kinh            | 50.436  | 2,18  |
| Phú Thọ               | Việt Trì             | 73.006  | Hòa Bình             | 78.605  | 1,08  |
| Sơn La                | Chiềng Cơi           | 22.694  | Tô Hiệu              | 51.293  | 2,26  |
| Huế                   | Thuận Hóa            | 98.923  | Phú Xuân             | 130.247 | 1,32  |
| Đà Nẵng               | Hải Châu             | 131.427 | Thanh Khê            | 201.240 | 1,53  |
| Quảng Ngãi            | Cẩm Thành            | 60.996  | Kon Tum              | 77.456  | 1,27  |
| Thành phố Hồ Chí Minh | Sài Gòn              | 47.022  | Dĩ An                | 227.817 | 4,84  |
| Vĩnh Long             | Long Châu            | 49.480  | An Hội               | 53.476  | 1,08  |
| Đồng Tháp             | Mỹ Tho               | 66.766  | Cao Lãnh             | 137.387 | 2,06  |
| Cà Mau                | Tân Thành            | 83.758  | Bạc Liêu             | 93.463  | 1,12  |